# Homalomena wallisii
Homalomena wallisii là một loài cây trong họ Araceae có nguồn gốc tại Venezuela, Colombia, và Panama.
Nó đạt chiều cao 6"(15 cm) nhưng có thể lan rộng đáng kẻ. Nó có thể bị nhầm lẫn với các loài Aglaonema có bề ngoài tương tự.